# Sœurs de la charité de Notre-Dame, Mère de Miséricorde
Les Sœurs de la charité de Notre-Dame, Mère de Miséricorde (en latin : Sorores Caritatis Matris Misericordiae) sont une congrégation religieuse féminine enseignante de droit pontifical.

## Histoire
La congrégation est fondée le 23 novembre 1832 à Tilbourg par Joannes Zwijsen (1794-1877) pour l'éducation catholique des jeunes. 
L'institut reçoit le décret de louange le 23 août 1841 et ses constitutions sont approuvées par la congrégation pour la propagation de la foi le 4 avril 1922.

## Activités et diffusion
Les sœurs se vouent à l'enseignement.
Elles sont présentes en :
- Europe : Belgique, Irlande, Italie, Pays-Bas, Royaume-uni
- Amérique : Brésil, États-Unis, Suriname.
- Asie : Indonésie, Philippines, Timor Est.

La maison-mère est à Bois-le-Duc.
En 2017, la congrégation comptait 551 sœurs dans 57 maisons.